# Palais du Gouverneur de Metz
Pour les articles homonymes, voir Palais du Gouverneur.
Le palais du Gouverneur, appelé autrefois das General-Kommando, est une résidence édifiée à Metz, entre 1902 et 1905, pour servir de pied-à-terre à l’empereur Guillaume II. Il est situé square Giraud au sud-ouest du quartier de Metz-Centre, mais reste historiquement lié au quartier impérial plus à l’est. Il est inscrit à l’inventaire supplémentaire des monuments historiques depuis 1975.

## Contexte historique
Depuis la Révolution et la conversion du palais du Gouverneur en palais de Justice, le gouverneur ne disposait plus d’un palais digne de ce nom. À la suite de la création à Metz du XVIe corps d’armée, en 1890, Guillaume II décide d’y construire une résidence de fonction pour le commandant de cette unité, le général Stoetzer. Le choix de son emplacement, sur des terrains militaires, bénéficie des projets d’agrandissement de la ville. Baptisé à l’origine « hôtel du général commandant le XVIe corps d’armée », le palais du Gouverneur est symboliquement bâti sur l’emplacement de l’ancienne citadelle de 1552.

## Construction et aménagements

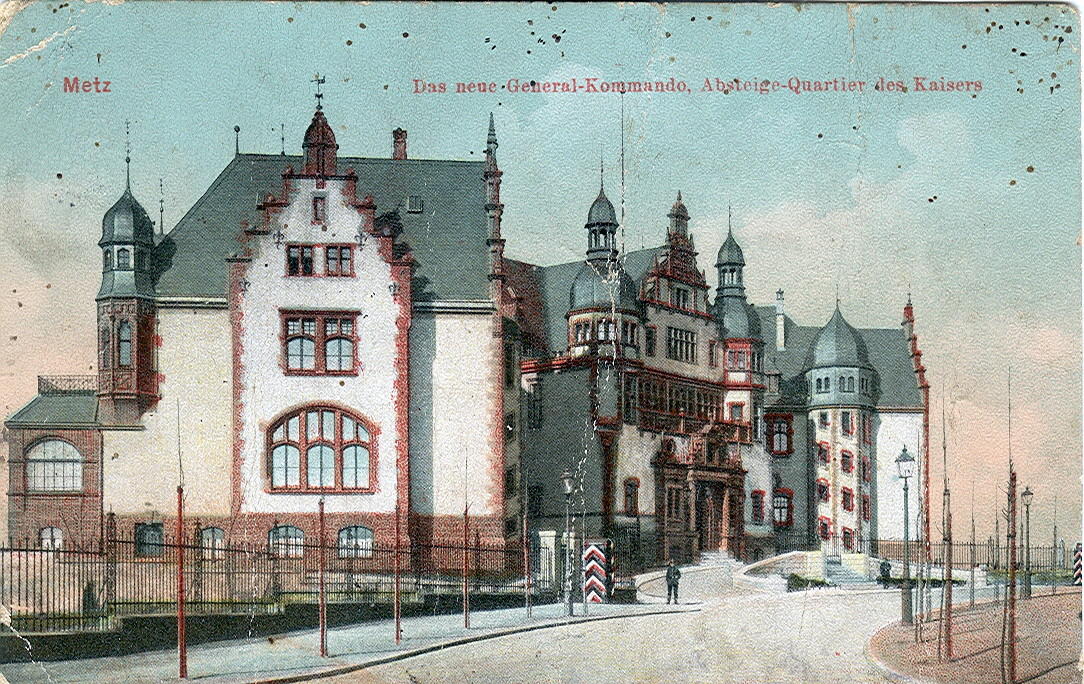
Das neue Generalkommando. Absteige-Quartier des Kaisers, carte postale datée du 31 juillet 1917.

Les plans de l’architecte berlinois Ferdinand Schönhals, responsable de la section des Bâtiments du ministère de la Guerre à Berlin, sont confiés en 1902 à l’architecte Max Stolterforth. Sur le chantier, l'inspecteur militaire Borowski supervise les travaux, confiés à l’entrepreneur Mungenast. L’emplacement choisi pour la construction se trouve à l’intérieur des anciens remparts romains et médiévaux à proximité du magasin aux Vivres de la Citadelle. En 1902, au moment des travaux de fondation, plusieurs monuments romains sont mis au jour sur le site.
La construction en pierre de Jaumont est de style néo-Renaissance rhénane, et présente un plan en « V » évasé. Schönhals conçoit l’édifice comme un château de la Renaissance dans le style de l’Allemagne du nord. Les travaux de construction, confiée à l’architecte Stotteforth, durent trois ans et se terminent en 1905.
Le palais compte 31 pièces habitables et 70 espaces annexes, dont des tourelles, 400 lampes et 5 pignons à degrés orientés de 5 façons différentes. Les appartements réservés à l’Empereur se trouvaient au premier étage. La façade arrière comporte une loggia et une véranda. Les ornements mêlent les références aux styles gothique et Renaissance.
L’inauguration de l’hôtel du Général commandant le XVIe corps d’armée a lieu le 19 janvier 1905 en présence du général Stoetzer. L’empereur Guillaume II s’y rendra à plusieurs reprises à partir de mai 1905.

## Affectations successives

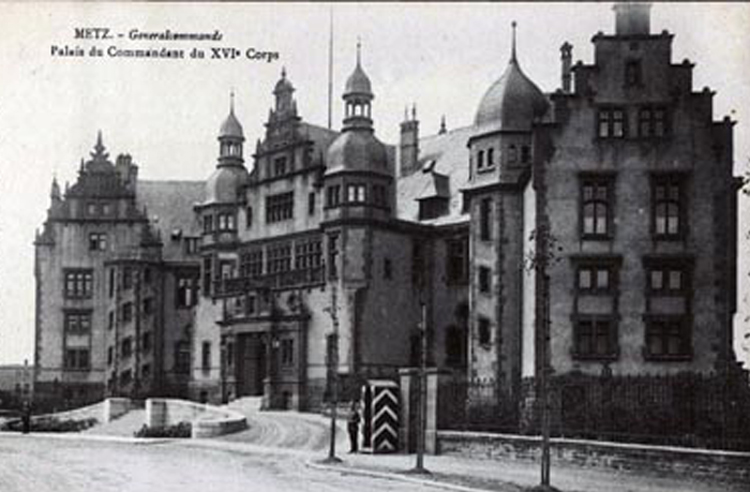
Palais du commandant du XVIe corps (c.1900)

Après la Première Guerre mondiale, la France reprend possession de l’Alsace et de la Moselle. Le général de Maud’huy, nouveau gouverneur de Metz, s'installe au palais en 1919. L’« Hôtel du Général commandant le XVIe corps d’armée » devient « Hôtel du Général commandant supérieur des troupes en Lorraine », puis « palais du Gouverneur » en 1922 avec le général de Lardemelle. Les vitraux aux armes impériales sont remplacés en 1925 par le maître-verrier Michel Thiria. Pendant l'annexion de fait durant la seconde guerre mondiale, le palais du Gouverneur retrouve sa fonction première de Kommandantur. Ses souterrains sont alors utilisés comme abris anti-aériens, mais aussi poste de commandement durant la bataille de Metz.
Aujourd’hui, l’édifice accueille le commandant de la région militaire Nord-Est. L’état-major interarmées de la zone de défense Est est implanté à Metz et localisé avec l’état-major de la région terre Nord-Est. Ce siège gouverne une zone comprenant le Nord-Pas de Calais, la Picardie, la Lorraine, Champagne-Ardenne, l’Alsace, la Bourgogne et la Franche-Comté et les forces basées en Allemagne [réf. nécessaire].
Ses façades et ses toitures sont protégées par un arrêté du 15 janvier 1975. L’édifice a été restauré en 1994-1995. Dans le parc, se trouvent toujours les vestiges du rempart romain et les immenses salles souterraines de la tour d’Enfer, laquelle formait un angle du rempart médiéval.
De 1966 à 1991, le gouverneur militaire de Metz est également commandant de la 6e région militaire  ainsi que du 1er corps d'armée à partir de 1976. De 1991 à 2000, il est commandant de la circonscription militaire de défense de Metz. Depuis 2000, il est commandant de la zone terre nord-est et de la zone de défense nord-est.

### Extérieur

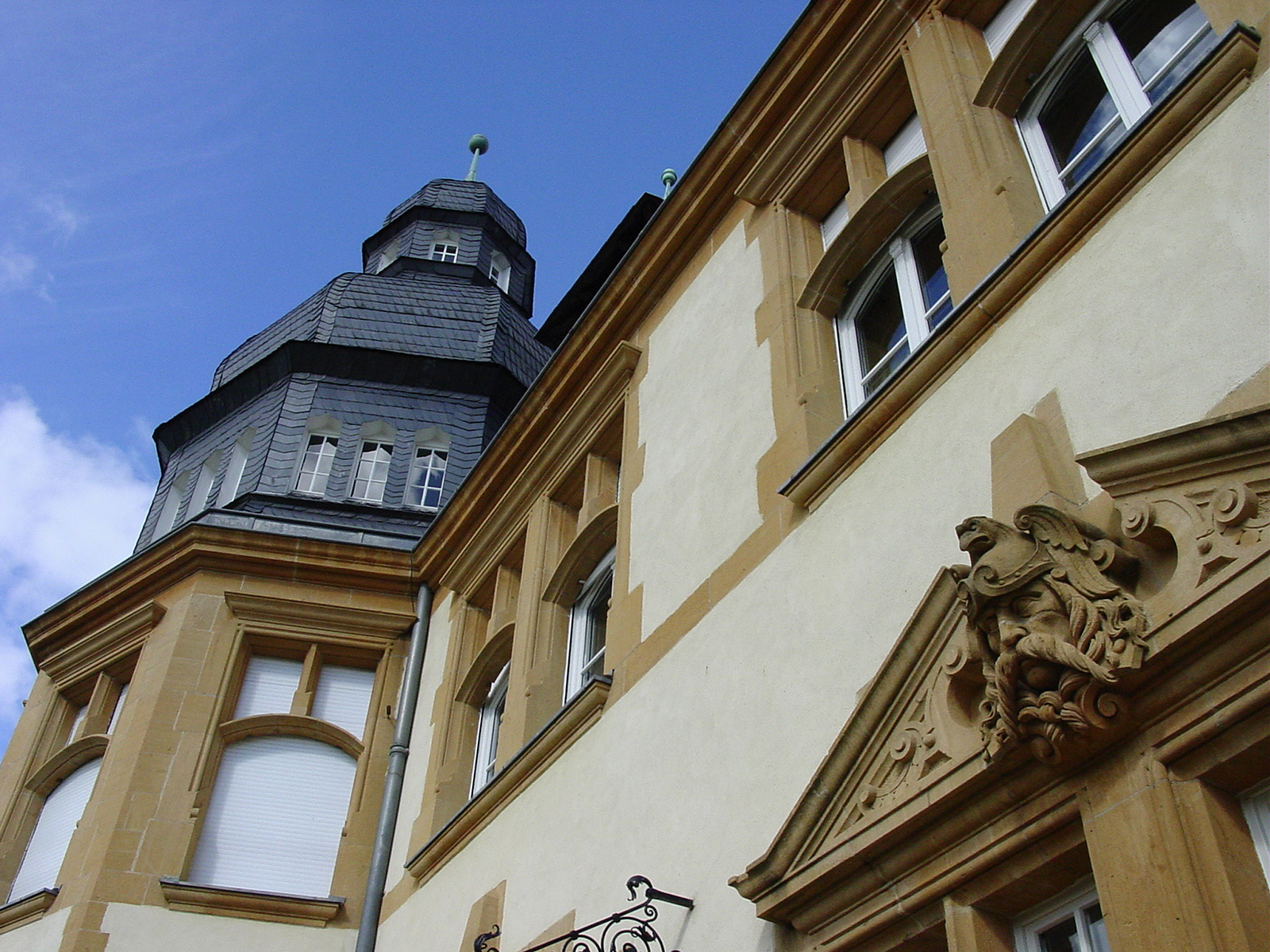
Façade ouest.
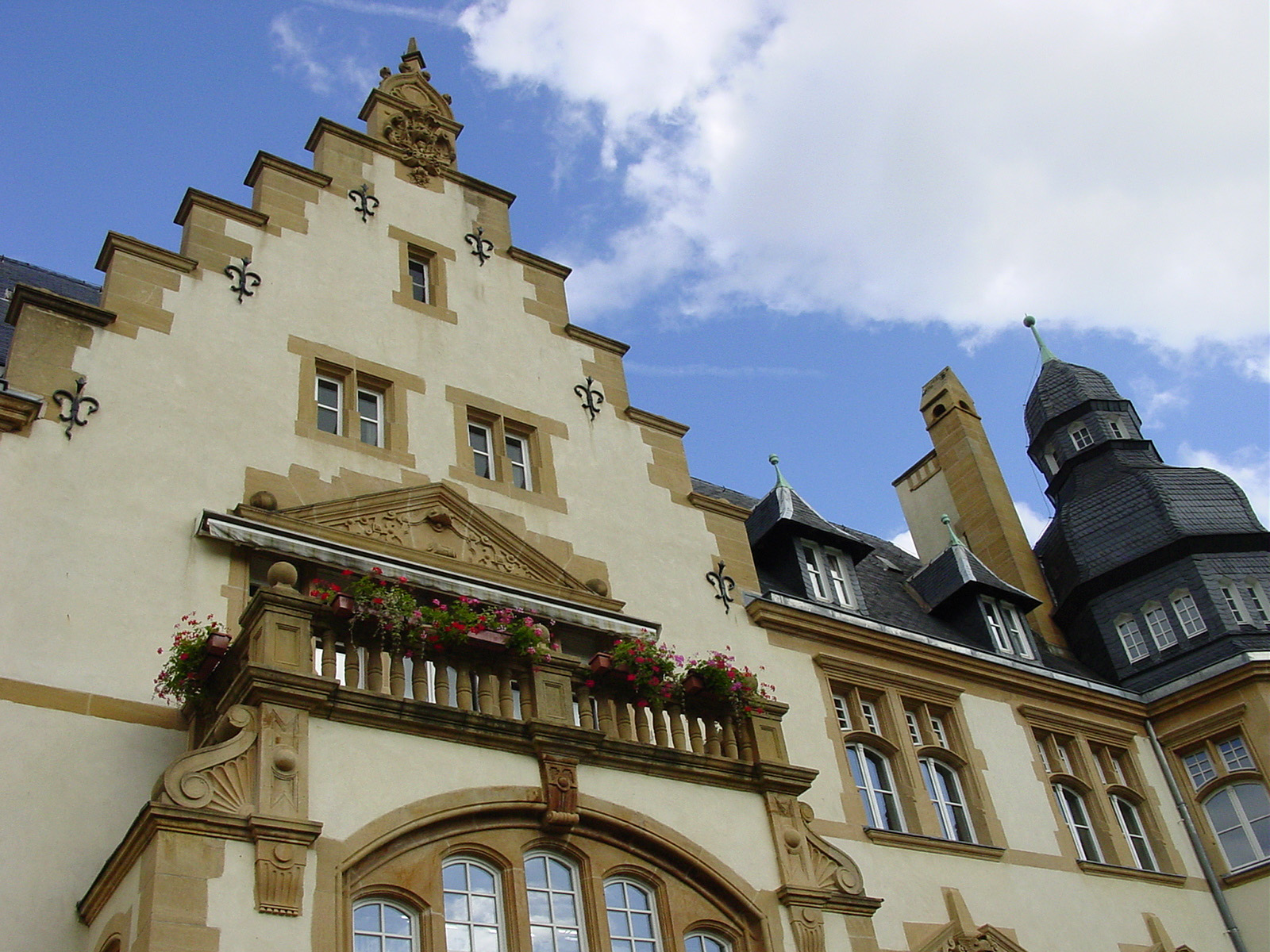
Façade ouest.
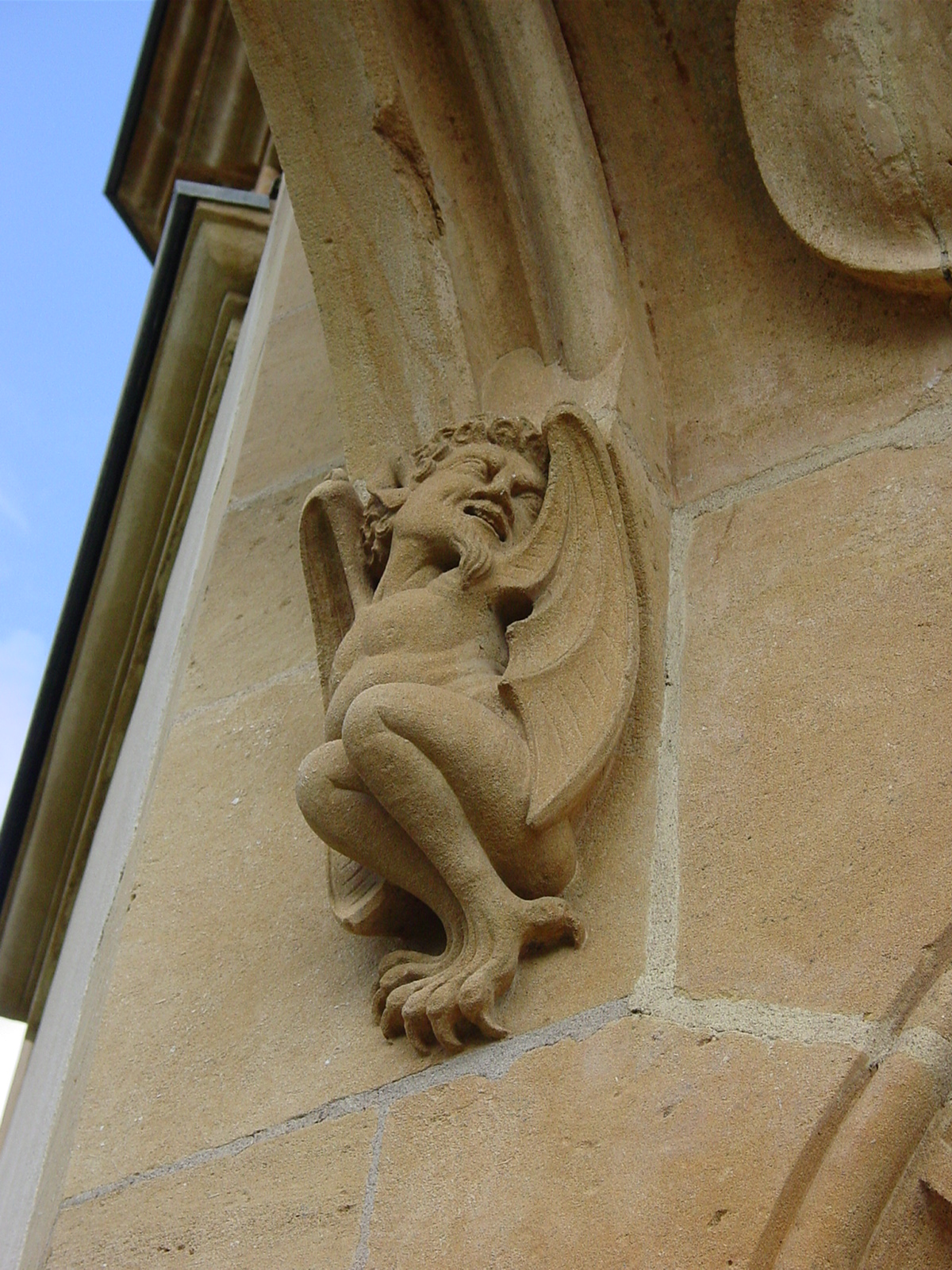
Détail de la façade ouest.
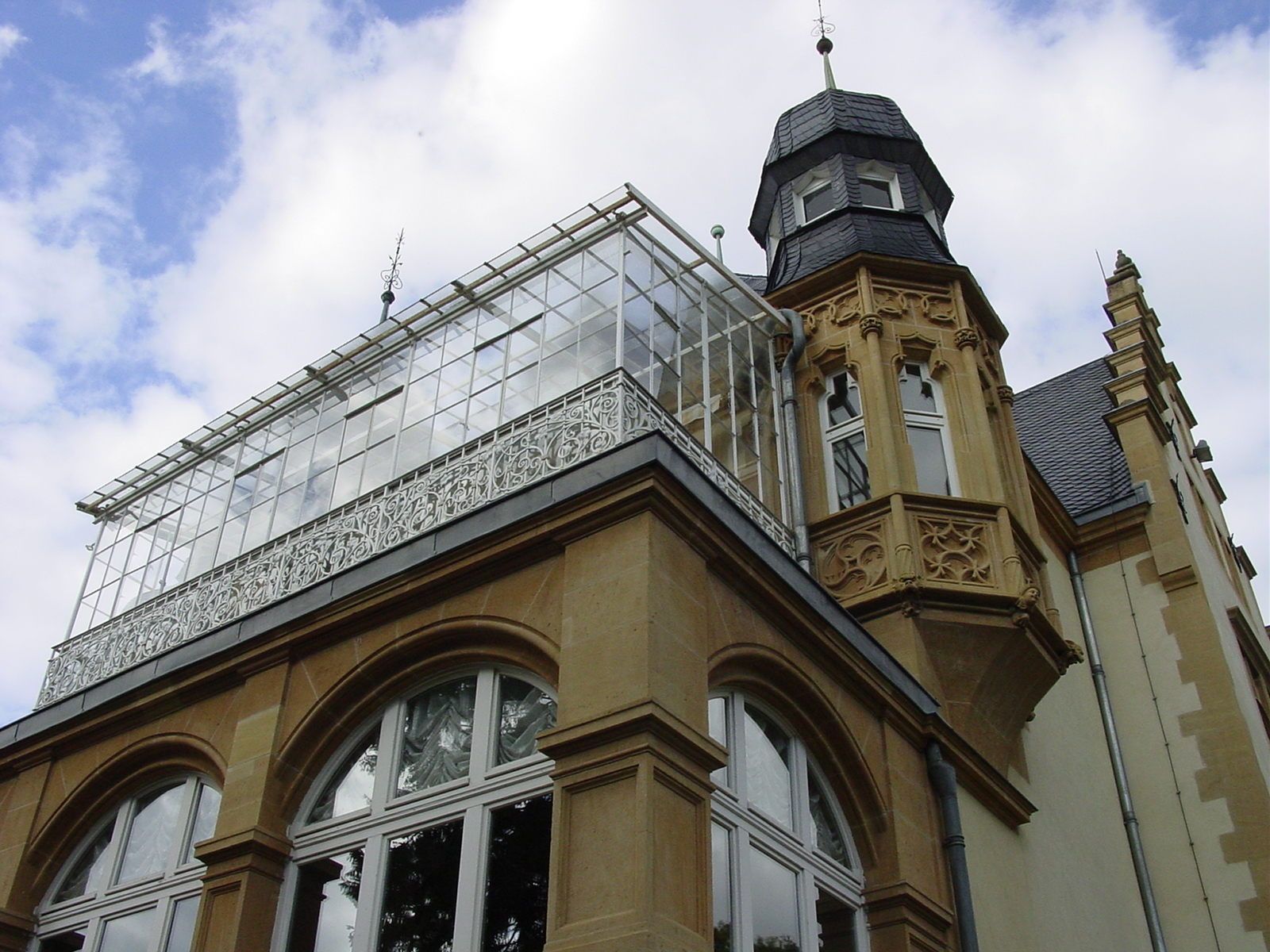
Véranda de la façade sud.
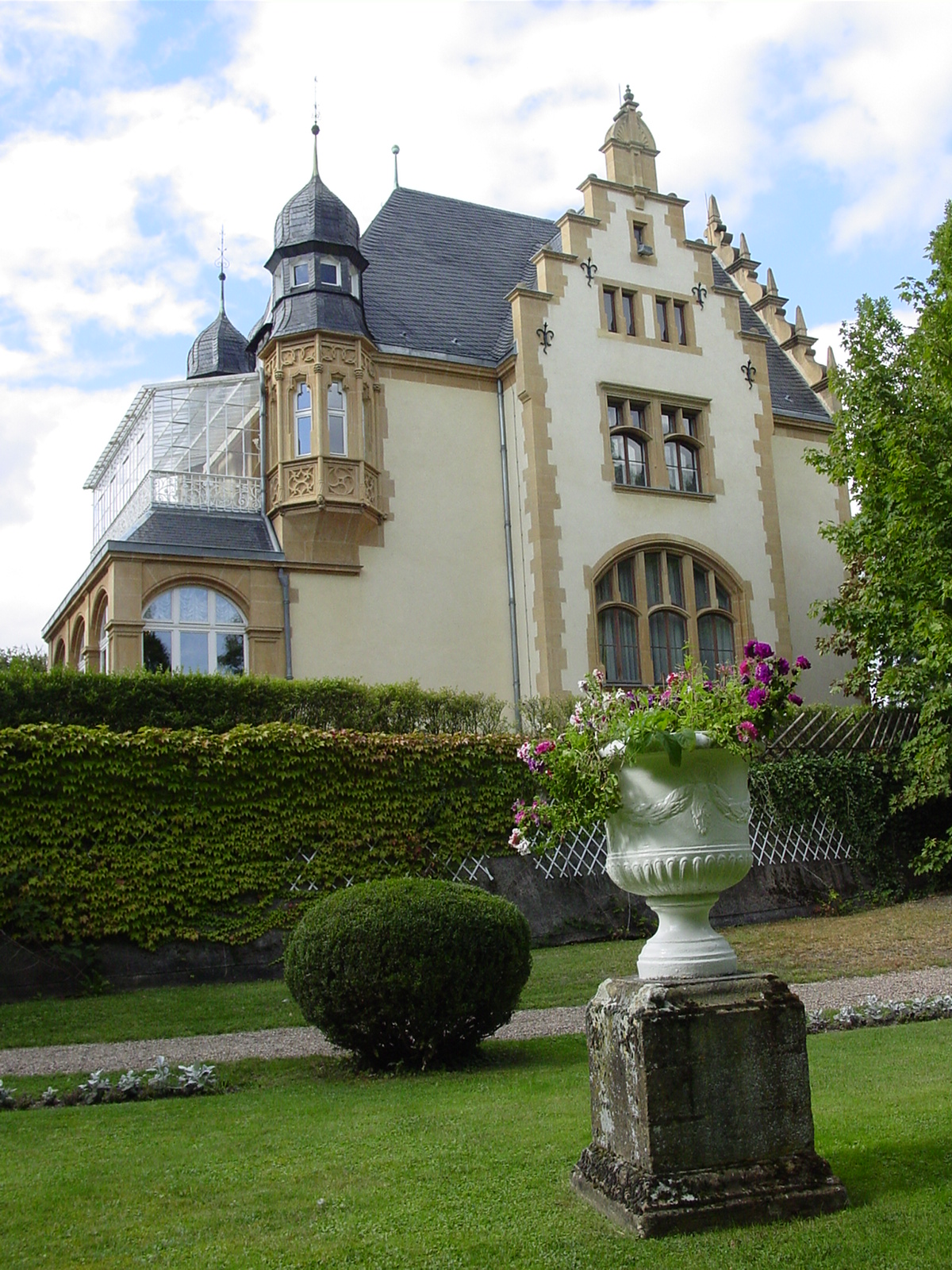
Façade sud-est, vue depuis les jardins du palais.
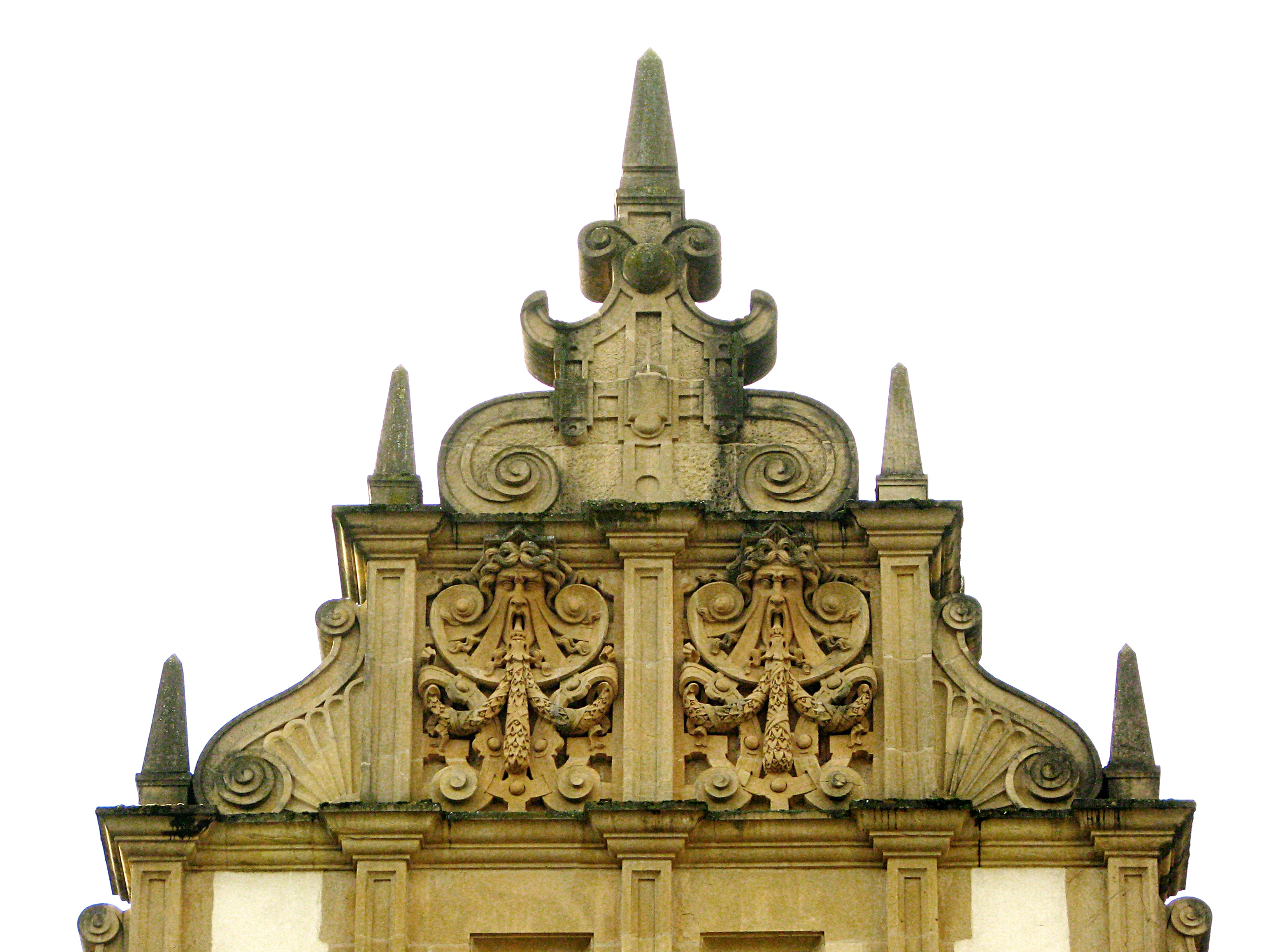
Détail façade ouest.
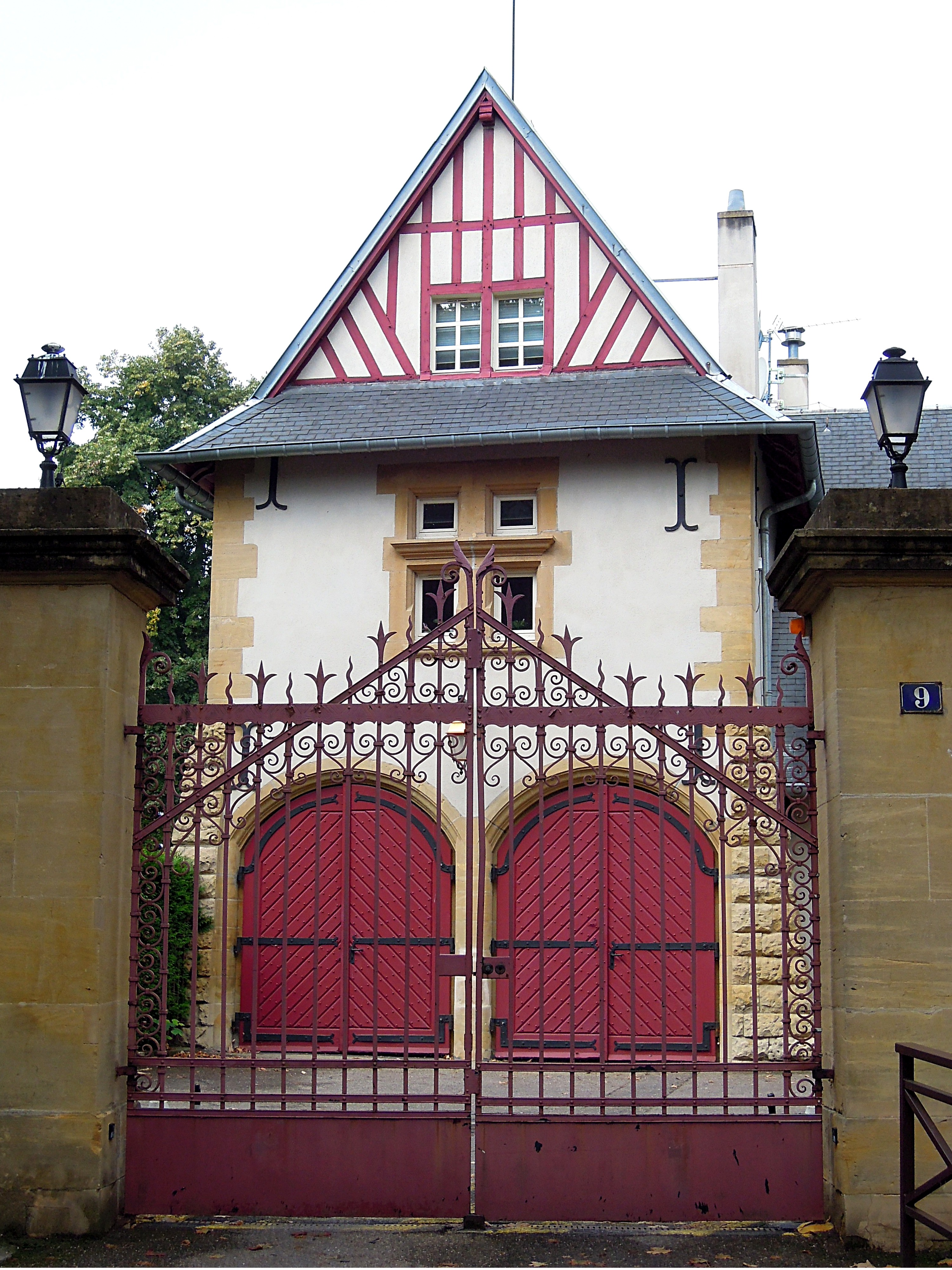
Conciergerie du palais.
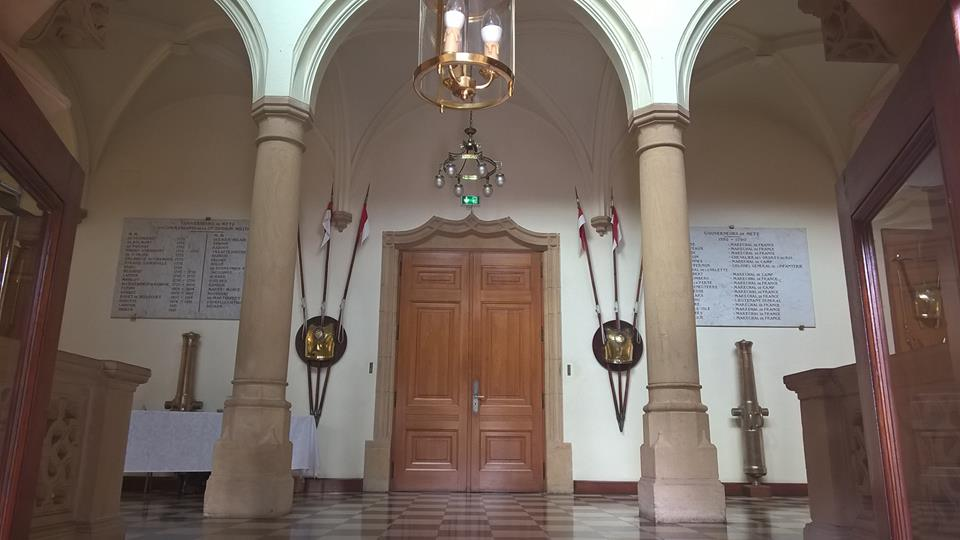
Hall d'entrée principal vu du vestibule.

### Intérieur

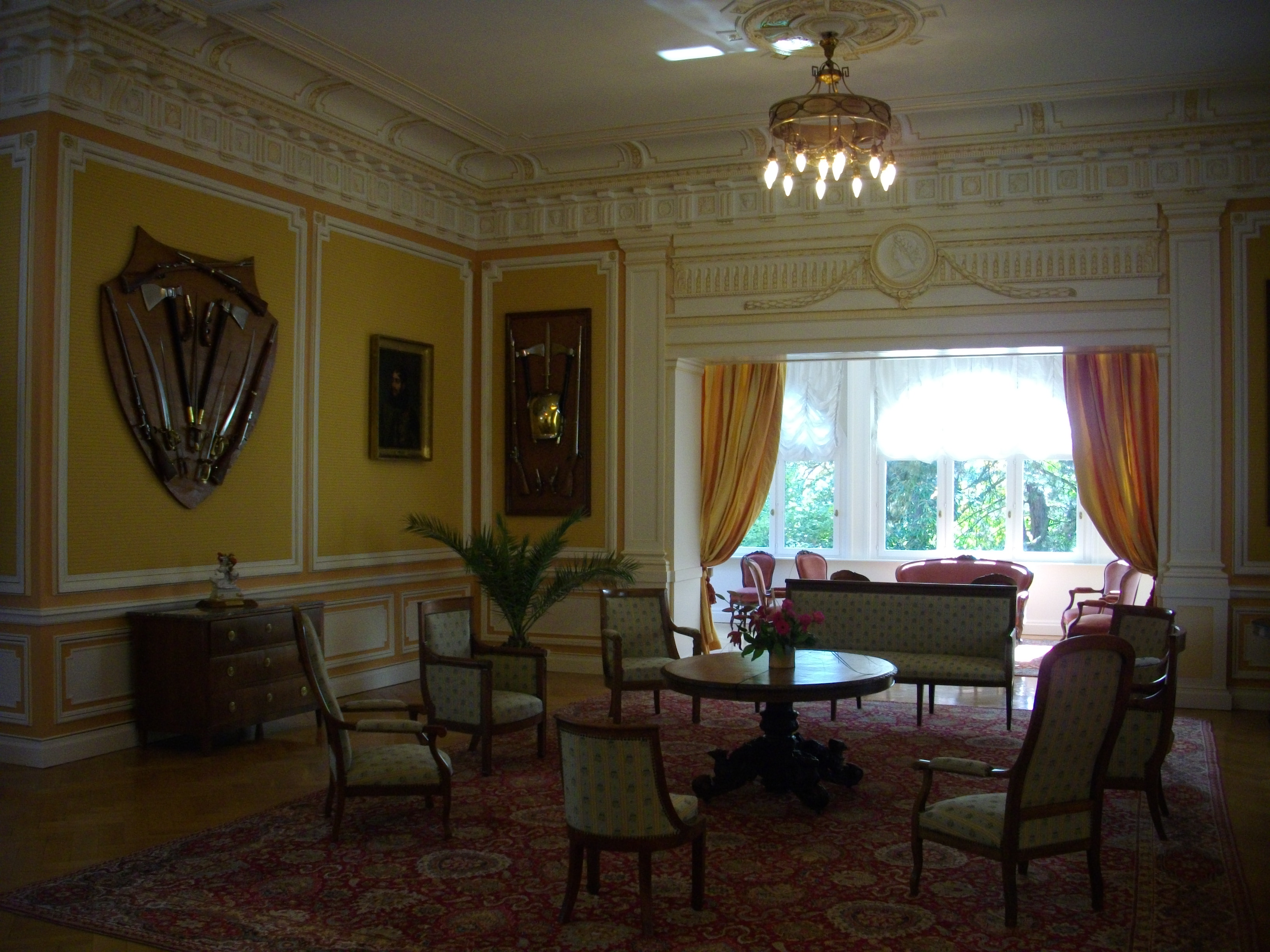
Une des salles de réceptions du palais.
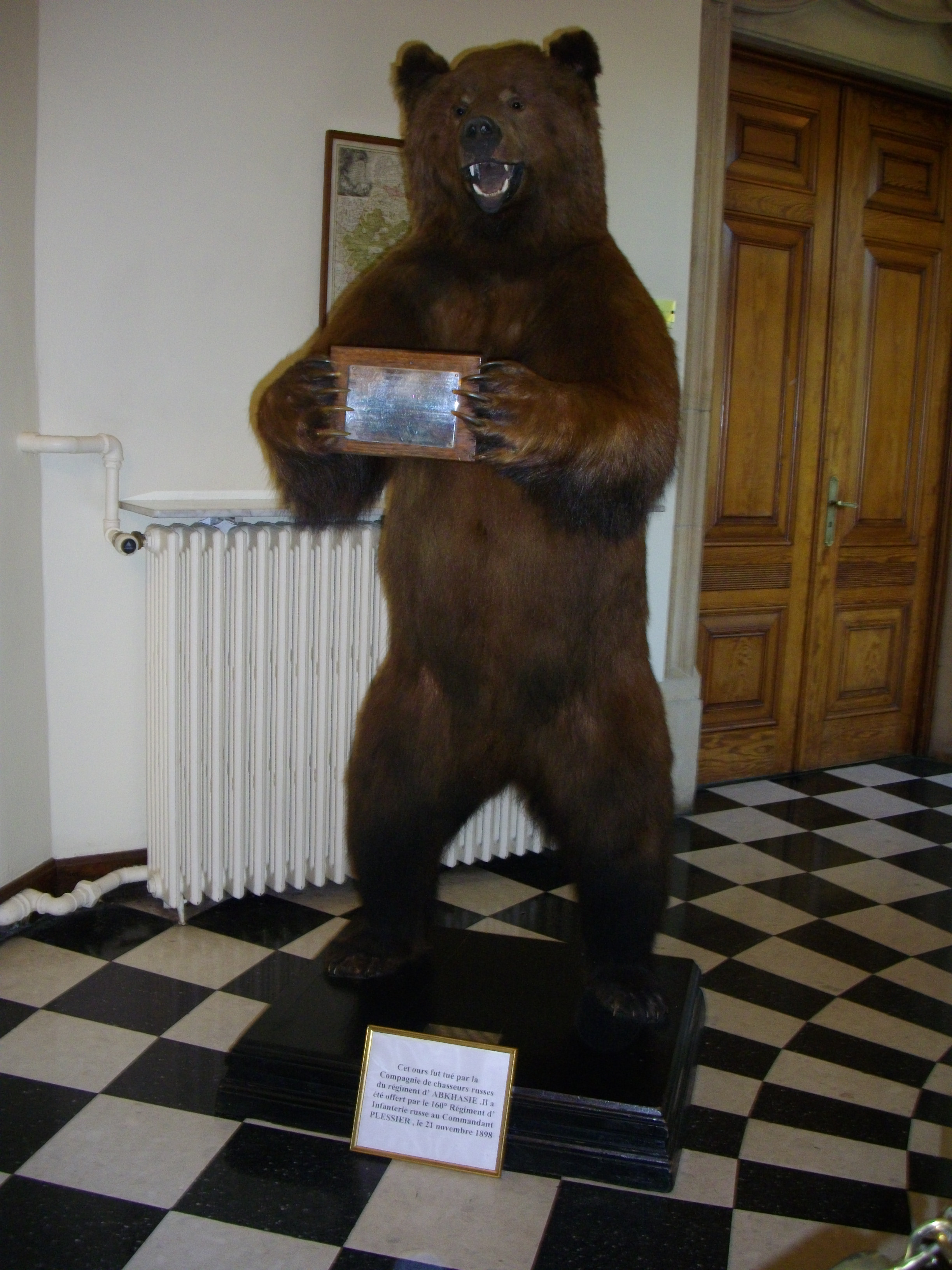
Un ours brun empaillé mesurant environ 2 mètres de haut est présent dans le palais. Tué par une compagnie de chasseurs russes, il fut offert en signe d’amitié en 1898.